# ورزشگاه یونی-ترید
 ورزشگاه یونی-ترید (به انگلیسی: Uni-Trade Stadium) با ظرفیت هفت هزار نفر در شهر لاریدو، تگزاس واقع شده‌است و دارای زمین چمن می‌باشد.